# Solko van den Bergh
Solko Johannes van den Bergh (Den Haag, 4 juni 1854 – aldaar, 25 december 1916) was een Nederlands sportschutter.
Van den Berg, die ook wel Solke genoemd werd, studeerde rechten en was werkzaam als notaris. Samen met Henrik Sillem en de Fransman François Monod was hij initiatiefnemer voor de eerste wereldkampioenschappen in de schietsport in 1897 en werd tot 1901 op diverse onderdelen in totaal tweemaal kampioen. Hij nam deel aan de Olympische Zomerspelen in 1900 waar hij met het Nederlands team (dat verder bestond uit Henrik Sillem, Antoine Bouwens, Dirk Boest Gips en Anthony Sweijs) de bronzen medaille won op het onderdeel militair pistool. Ook zijn zoon Gerard was een olympisch sportschutter in 1908 en 1920.